# Schärhorn
Ne doit pas être confondu avec Scharhörn, une île au large de Hambourg.
Le Schärhorn est une montagne du massif des Alpes glaronaises comportant deux sommets : le Gross Schärhorn (Grand Schärhorn) à 3 296 m d'altitude et le Chli Schärhorn (Petit Schärhorn) à 450 m à l'ouest qui culmine à 3 232 m d'altitude. Ils sont situés dans le canton d'Uri en Suisse.
Ils font partie avec le Chammliberg et le Clariden d'un chaînon montagneux au nord-ouest du Tödi.

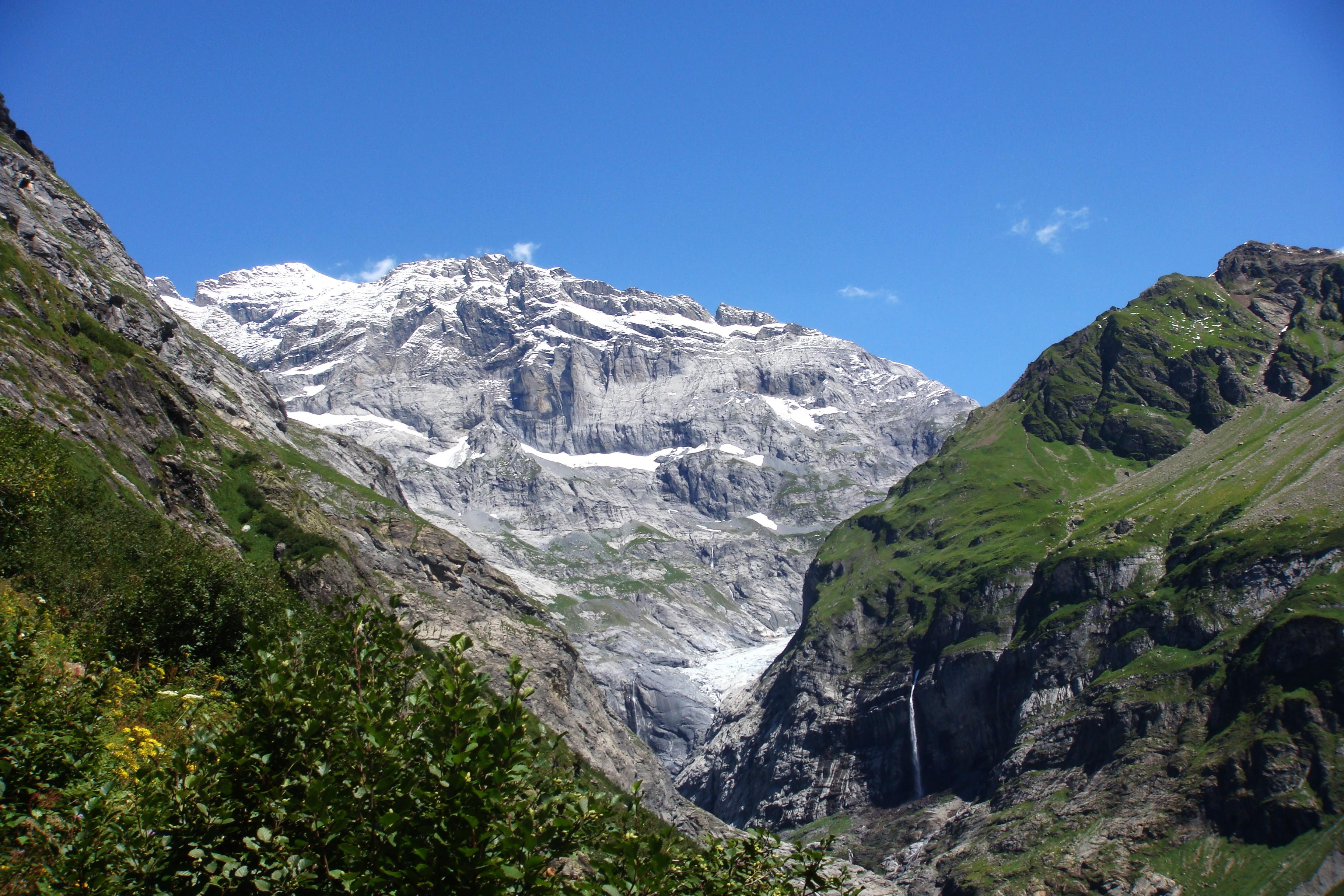
Vue depuis le val de Fier.